# 田中里奈
田中 里奈（たなか りな、1981年10月28日 - ）は、日本の元タレントで、女性アイドルグループ『チェキッ娘』の元メンバー。既婚。
東京都出身。血液型はA型。

## 来歴

### チェキッ娘時代
1998年10月5日から始まったフジテレビの夕方バラエティ番組『DAIBAッテキ!!』の第1回オーディションに合格。10月9日より、女性アイドルグループ「チェキッ娘」のメンバーとなる。同時に選ばれた他の5人とのくじ引きの結果、チェキッ娘ID001となった。
翌1999年より、『DAIBAッテキ!!』の人気コーナー「チアチェキSHOW!」及び「DAIBAクシン!!cheki b.」の人気コーナー「出張チアチェキSHOW!」において、チアチェキ軍団のリーダーとして大活躍し、人気を博する。また、わずか一年の活動期間中に「パーティーします」「きゃわい〜」「う〜わん！」等、数々のギャグを生み出した、チェキッ娘随一のギャグメーカー。「う〜わん！」については、『DAIBAッテキ!!』の『チアチェキSHOW!』コーナーでディレクターが「（チェキッ娘IDの）001の「1（ワン）」を台詞で入れたい」と言い出したことから始まったもので、始めは控えめに「ワン!」と言っていたが、回を重ねるにつれて、徐々に「う〜」と溜めて言うようになっていったと言う。身長が167cmあり、チェキッ娘で最も背が高いことでも知られる。

### チェキッ娘卒業後
1999年11月3日にチェキッ娘を卒業した後は大学に進学し、芸能事務所はエムティエムプロダクションに在籍していた（2001年当時）。2003年の東京ゲームショウにて、Xboxブースのコンパニオンを務めた。
2004年8月9日のチェキッ娘再結成には参加していない。
2009年8月中には再びチェキッ娘のメンバーとして、『アイドリング!!!』（フジテレビONE、8月10日〜8月12日、『アイドリング!!!日記』8月18日）、『キャンパスナイトフジ』（フジテレビ、8月14日）、『森田一義アワー 笑っていいとも!』（フジテレビ、2009年8月27日『出たいドルデラックス』）にそれぞれ出演。2009年時では外資系企業勤務。2011年8月に結婚。

## チェキッ娘における所属ユニット
- チアチェキ軍団 - 田中がリーダーを務めた。
- ポッコリーズ - 田中が隊長を務めた。
- チェキチェキ堂
- L@L - 正式名称は不明。五十嵐恵とのデュエットで、「せつないハーモニー」（作詞：さいとうみわこ／作曲：中原めいこ／編曲：亀田誠治）をレコーディングした。

その他